# Hearts and the Highway
Hearts and the Highway è un film muto del 1915 diretto da Wilfrid North. La sceneggiatura si basa sul romanzo Hearts and the Highway di Cyrus Townsend Brady pubblicato a New York nel 1911.

## Produzione
Il film fu prodotto dalla Vitagraph Company of America (come Blue Ribbon A Broadway Star Feature).

## Distribuzione
Il copyright, richiesto dalla Vitagraph Co. of America, fu registrato il 26 gennaio 1915 con il numero LP4298 dopo che il film era stato presentato in prima, il 17 gennaio, a New York al Vitagraph Theatre. Nel giugno dello stesso anno, il film venne poi distribuito nelle sale degli Stati Uniti attraverso la V-L-S-E.